# Roman Jebavý
Roman Jebavý (Praag, 16 juli 1988) is een Tsjechischse rechtshandige tennisser die in 2009 professional werd. In zijn carrière won hij reeds vier ATP-toernooien in het dubbelspel. Daarnaast won hij ook elf challengers in het dubbelspel.

## Palmares
| Legenda                       | Legenda               |
| ----------------------------- | --------------------- |
| Grand Slam                    |                       |
| Olympische Spelen             |                       |
| tot 2009                      | vanaf 2009            |
| Tennis Masters Cup            | ATP Finals            |
| ATP Masters Series            | ATP Tour Masters 1000 |
| ATP International Series Gold | ATP Tour 500          |
| ATP International Series      | ATP Tour 250          |

### Dubbelspel
| Nr.                              | Datum             | Toernooi            | Ondergrond    | Partner           | Tegenstanders in finale               | Score                  | Details |
| -------------------------------- | ----------------- | ------------------- | ------------- | ----------------- | ------------------------------------- | ---------------------- | ------- |
| Gewonnen finales herendubbel     |                   |                     |               |                   |                                       |                        |         |
| 1.                               | 7 mei 2017        | ATP Istanboel       | Gravel        | Jiří Veselý       | Tuna Altuna Alessandro Motti          | 6-0, 6-0               | Details |
| 2.                               | 24 september 2017 | ATP Sint-Petersburg | Hardcourt (i) | Matwé Middelkoop  | Julio Peralta Horacio Zeballos        | 6-4, 6-4               | Details |
| 3.                               | 4 augustus 2018   | ATP Kitzbühel       | Gravel        | Andrés Molteni    | Daniele Bracciali Federico Delbonis   | 6-2, 6-4               | Details |
| 4.                               | 10 februari 2019  | ATP Córdoba         | Gravel        | Andrés Molteni    | Máximo González Horacio Zeballos      | 6-4, 7-6(4)            | Details |
| Verloren finales herendubbel     |                   |                     |               |                   |                                       |                        |         |
| 1.                               | 21 juli 2018      | ATP Umag            | Gravel        | Jiří Veselý       | Robin Haase Matwé Middelkoop          | 4-6, 4-6               | Details |
| 2.                               | 23 september 2018 | ATP Sint-Petersburg | Hardcourt (i) | Matwé Middelkoop  | Matteo Berrettini Fabio Fognini       | 6-7(6), 6-7(4)         | Details |
| 3.                               | 31 juli 2021      | ATP Kitzbühel       | Gravel        | Matwé Middelkoop  | Alexander Erler Lucas Miedler         | 5-7, 6-7(5)            | Details |
| Gewonnen challengers herendubbel |                   |                     |               |                   |                                       |                        |         |
| 1.                               | 15 juni 2014      | Praag               | Gravel        | Jiří Veselý       | Hsin-Han Lee Ze Zhang                 | 6-1, 6-3               |         |
| 2.                               | 3 augustus 2014   | Liberec             | Gravel        | Jaroslav Pospisil | Ruben Gonzales Sean Thornley          | 6-4, 6-3               |         |
| 3.                               | 21 september 2014 | Trnava              | Gravel        | Jaroslav Pospisil | Stephan Fransen Robin Haase           | 6-4, 6-2               |         |
| 4.                               | 20 juni 2015      | Poprad Tatry        | Gravel        | Jan Šátral        | Norbert Gombos Adam Pavlásek          | 6-2, 6-2               |         |
| 5.                               | 4 september 2016  | Como                | Gravel        | Andrej Martin     | Nils Langer Gerald Melzer             | 3-6, 6-1, [10-5]       |         |
| 6.                               | 18 september 2016 | Banja Luka          | Gravel        | Jan Šátral        | Andrea Arnaboldi Maximilian Neuchrist | 7-6(3), 4-6, [10-7]    |         |
| 7.                               | 15 oktober 2016   | Casablanca          | Gravel        | Andrej Martin     | Dino Marcan Antonio Šančić            | 6-4, 6-2               |         |
| 8.                               | 19 februari 2017  | Cherbourg           | Hardcourt (i) | Igor Zelenay      | Dino Marcan Tristan-Samuel Weissborn  | 7-6(4), 6-7(4), [10-6] |         |
| 9.                               | 21 mei 2017       | Heilbronn           | Gravel (i)    | Antonio Šančić    | Adil Shamasdin Igor Zelenay           | 6-4, 6-1               |         |
| 10.                              | 20 augustus 2017  | Cordenons           | Gravel        | Zdeněk Kolář      | Matwé Middelkoop Igor Zelenay         | 6-2, 6-3               |         |
| 11.                              | 5 november 2017   | Eckental            | Tapijt (i)    | Sander Arends     | Ken Skupski Neal Skupski              | 6-2, 6-4               |         |
| 12.                              | 8 augustus 2021   | Liberec             | Gravel        | Igor Zelenay      | Geoffrey Blancaneaux Maxime Janvier   | 6-2, 6-7, [10-5]       |         |
| 13.                              | 10 oktober 2021   | Barcelona           | Gravel        | Harri Heliövaara  | Nuno Borges Francisco Cabral          | 6-4, 6-3               |         |
| 14.                              | 7 november 2021   | Eckental            | Tapijt (i)    | Jonny O'Mara      | Ruben Bemelmans Daniel Masur          | 6-4, 7-5               |         |
| 15.                              | 3 april 2022      | Marbella            | Gravel        | Philipp Oswald    | Hugo Nys Jan Zieliński                | 7-6, 3-6, [10-3]       |         |

## Prestatietabel
| Legenda | Legenda                          |
| ------- | -------------------------------- |
| g.t.    | geen toernooi gehouden           |
| l.c.    | lagere categorie                 |
| –       | niet deelgenomen                 |
| G       | uitgeschakeld in de groepsfase   |
| 1R      | uitgeschakeld in de eerste ronde |
| 2R      | uitgeschakeld in de tweede ronde |
| 3R      | uitgeschakeld in de derde ronde  |
| 4R      | uitgeschakeld in de vierde ronde |
| KF      | uitgeschakeld in de kwartfinale  |
| HF      | uitgeschakeld in de halve finale |
| F       | de finale verloren               |
| W       | het toernooi gewonnen            |
| w-v     | winst/verlies-balans             |

### Dubbelspel
| Grandslamtoernooien  |      |      |      |      |    |
| Australian Open      | –    | 1R   | 1R   | 1R   | –  |
| Roland Garros        | 3R   | 1R   | 1R   | –    | –  |
| Wimbledon            | 1R   | 2R   | 3R   | g.t. | 1R |
| US Open              | 1R   | 3R   | 1R   | –    |    |
| ATP Masters 1000     |      |      |      |      |    |
| Indian Wells         | –    | –    | –    | g.t. |    |
| Miami                | –    | –    | 1R   | g.t. | –  |
| Monte Carlo          | –    | –    | –    | g.t. | –  |
| Madrid               | –    | –    | –    | g.t. | –  |
| Rome                 | –    | –    | –    | –    | –  |
| Montreal/Toronto     | –    | –    | –    | g.t. |    |
| Cincinnati           | –    | –    | –    | –    |    |
| Shanghai             | –    | –    | –    | g.t. |    |
| Parijs               | –    | –    | –    | –    |    |
| Olympische Spelen    |      |      |      |      |    |
| Olympische Spelen    | g.t. | g.t. | g.t. | g.t. |    |
| Statistieken         |      |      |      |      |    |
| Totaal aantal titels | 2    | 0    | 1    | 0    | 0  |
| Eindejaarsranking    | 59   | 49   | 64   | 108  |    |